# ＃파워매거진
《#파워매거진》은 MBC TV에서 방송되었던 시사교양 프로그램이다.

## 기획 의도
삶을 세계에 널리 알리고자 하는 시사교양 프로그램이다.

## 방송 시간
| 방송 채널 | 방송 기간                          | 방송 시간                            |
| --------- | ---------------------------------- | ------------------------------------ |
| MBC TV    | 2010년 9월 3일 ~ 2010년 10월 29일  | 매주 금요일 오후 5시 30분 ~ 6시 30분 |
| MBC TV    | 2010년 11월 5일 ~ 2011년 5월 27일  | 매주 금요일 저녁 6시 10분 ~ 7시 10분 |
| MBC TV    | 2011년 6월 3일 ~ 2018년 7월 13일   | 매주 금요일 오전 11시 ~ 12시         |
| MBC TV    | 2019년 4월 12일 ~ 2019년 7월 12일  | 매주 금요일 낮 12시 25분 ~ 1시 25분  |
| MBC TV    | 2019년 7월 19일 ~ 2019년 10월 11일 | 매주 금요일 낮 12시 20분 ~ 1시 20분  |

## 진행자
- 1기 : 서인, 구은영
- 2기 : 안주희
- 3기 : 오승훈, 박창현
- 4기 : 오상진, 이영은

## 타이틀 변천사
| 기수 | 타이틀         | 방송 기간                          |
| ---- | -------------- | ---------------------------------- |
| 1기  | MBC 파워매거진 | 2010년 9월 3일 ~ 2018년 7월 13일   |
| 2기  | #파워매거진    | 2019년 4월 12일 ~ 2019년 10월 11일 |